# Telurij
Telurij je kemijski element atomskog (rednog) broja 52 i atomske mase 127,60(3). U periodnom sustavu elemenata predstavlja ga simbol Te.
Telurij je tvar srebrnastosive boje, metalnog sjaja. To je polumetal koji osim izgleda ima vrlo malo metalnih svojstava. Otkrio ga je Franz Joseph Muller von Reichstein (Rumunjska) 1782.g. u transilvanijskoj rudi zlata. U Zemljinoj ga kori ima vrlo malo. Najčešće se dobiva iz anodnog mulja koji zaostaje nakon elektrolitičke rafinacije bakra, zatim iz mulja pri proizvodnji sumporne kiseline. Ime je dobio od latinske riječi tellus što znači zemlja.

Koristi se za: dobivanje slitina s olovom, nehrđajućim čelikom i bakrom (kojima poboljšava antikorozijska i mehanička svojstva), u industriji stakla, za vulkanizaciju guma, kao katalizator pri organskim sintezama, zatim pri izradi fotootpornika, fotoosjetljivih TV-ekrana i sunčanih ćelija (CdTe). Telurij i njegovi spojevi su otrovni ako se unesu u organizam. Nešto slabije poznavanje organskih spojeva telurija i selenija uzrokovano je njihovim nepodnošljivim mirisom, koji se upije u kožu i sporo uklanja. Kemičari koji rade s tim tvarima moraju se izolirati jer dugo šire nepodnošljiv ˝telurijev˝ zadah sličan mirisu češnjaka. Ne reagira s vodom i kloridnom kiselinom, ali je topljiv u nitratnoj kiselini. Gori na zraku.